# Bergbeektachuri
De bergbeektachuri (Serpophaga cinerea) is een zangvogel uit de familie Tyrannidae (tirannen).

## Verspreiding en leefgebied
Deze soort komt voor van Costa Rica tot Bolivia en telt twee ondersoorten:
- S. c. grisea: Costa Rica en westelijk Panama.
- S. c. cinerea: van Colombia en Venezuela tot Bolivia.

## Status
De grootte van de populatie is in 2019 geschat op 0,5-5 miljoen volwassen vogels. Op de Rode lijst van de IUCN heeft deze soort de status niet bedreigd.